# DWD-Gesetz
Das DWD-Gesetz (DWDG) trifft Regelungen zum Deutschen Wetterdienst (DWD). Es bestimmt, dass der DWD seinen Sitz in Offenbach am Main hat, er eine teilrechtsfähige Anstalt des öffentlichen Rechts im Geschäftsbereich des Bundesministeriums für Verkehr und digitale Infrastruktur (BMVI) ist und sich in Geschäftsbereiche, Abteilungen und Geschäftsfelder gliedert. Der DWD untersteht der Dienst- und Fachaufsicht des BMVI, welches ihn durch Zielvorgaben und Erfolgskontrollen steuert.

## Gliederung
- Abschnitt 1: Rechtsform, Aufsicht
- Abschnitt 2: Aufgaben, Befugnisse
- Abschnitt 3: Geschäftsführung
- Abschnitt 4: Beiräte
- Abschnitt 5: Übergangs- und Schlussvorschriften

## Aufgaben
Aufgaben des DWD sind laut Gesetz unter anderem, meteorologische und klimatologische Dienstleistungen zu erbringen, die Luft- und Seefahrt meteorologisch zu sichern und amtlicher Warnungen über Wettererscheinungen herauszugeben.